# Space Harrier
Space Harrier ist ein Arcade-Shoot-’em-up, das von AM2 entwickelt und 1985 von Sega veröffentlicht wurde. Zu dem Spiel wurden zwei Nachfolger programmiert: Space Harrier 3D (1988), Space Harrier II (1989), sowie der Ableger Planet Harrier (2001). Wie bei After Burner vermittelt das Spiel den Anschein, in den Bildschirm hinein zu scrollen.
Space Harrier spielt in der sogenannten „Fantasy Zone“, einer surrealen Spielwelt, die 1986 von Sega mit einem gleichnamigen Spiel wieder aufgegriffen wurde. Diese „Fantasy Zone“ wird mit grellen Farben, einem schachbrettartigen Boden und Gegnern wie prähistorischen Tieren, Drachen aus der chinesischen Mythologie und außerirdisch anmutenden Gerätschaften dargestellt. Das System zwingt die Spielfigur auf einem vorgeschriebenen Weg durch die einzelnen Level; der Spieler kann jene lediglich horizontal und vertikal bewegen, um gegnerischem Feuer auszuweichen und zu zielen.
Space Harrier ist eines der ersten Arcade-Spiele, das einen hydraulischen Sit-down-Arcade-Automaten benutzt, der sich entsprechend den Joystick-Bewegungen des Spielers bewegt. Außerdem wurde eine unbewegliche Sit-down-Version, sowie ein Standardgehäuse produziert.

Das Spiel benutzt digitalisierte Stimmen. So wird der Spieler zum Beispiel am Anfang des ersten Levels mit folgender Phrase begrüßt: „Welcome to the Fantasy Zone! Get Ready!“

Insgesamt gibt es 18 Level, die jeweils mit einem Endgegner-Kampf abschließen. Ausnahmen sind jedoch die Bonuslevel fünf und zwölf, sowie der letzte Level, in dem der Spieler die 15 vorherigen Bosse besiegen muss.

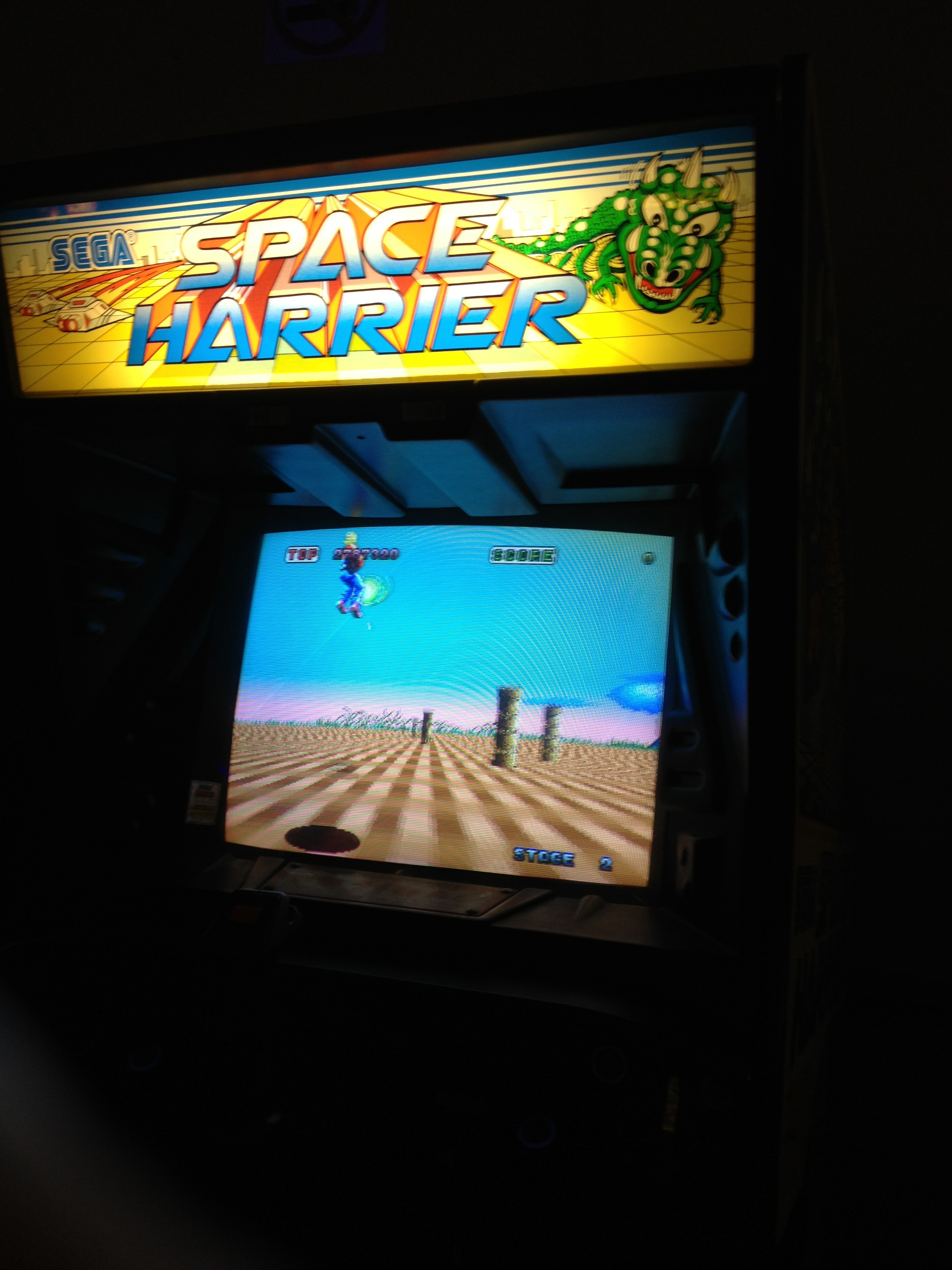
Arcade-Automat Space Harrier

## Portierungen
Space Harrier wurde in den folgenden Jahren auf Amiga, Amstrad CPC, Atari ST, Commodore 64, MS-DOS, Sega Saturn, Sega 32X, Sega Master System, PC Engine und Sinclair ZX Spectrum portiert. Für das Master System existieren zwei Versionen. Neben einer normalen Konvertierung stellte Sega eine Version mit 3D-Brillen-Unterstützung (Space Harrier 3D) her.

Auf dem Dreamcast und auf der Xbox ist Space Harrier als Minispiel in Teilen der Shenmue-Serie spielbar. Für Game Boy Advance und PlayStation 2 wurden mit Sega Arcade Gallery und Sega Classics Collection Spielesammlungen veröffentlicht, die das Arcadespiel enthalten. Mit der Virtual Console der Nintendo Wii ist Space Harrier ebenfalls spielbar. Auf den Nintendo 3DS erschien es als 3D Space Harrier.
Ebenso ist Space Harrier Arcade als freispielbarer Bestandteil auf der SEGA Mega Drive Ultimate Collection für Xbox 360 und PS3 zu finden.

## Rezeption
Die deutsche Power Play stellte heraus, dass die Hardware der getesteten Version für das Sega Master System die 3D-Grafik nicht so gut darstellen könne wie ein Spielautomat. Die Portierung sei aber besser gelungen als die für Heimcomputer. Die Redaktion zeigte sich uneins in der Bewertung des Spiels – Redakteur Martin Gaksch lobte das rasante Spielgeschehen, Redakteur Heinrich Lenhardt zeiget sich davon nach kurzer Zeit gelangweilt.